# Pete Stark
Fortney Hillman "Pete" Stark, Jr. (Milwaukee, Wisconsin; 11 de noviembre de 1931-Harwood, Maryland; 24 de enero de 2020) fue un político estadounidense del estado de California perteneciente al Partido Demócrata.

## Biografía
Fue miembro de la Cámara de Representantes de los Estados Unidos desde 1973 y representó al 13.º distrito congresional de California en el sudoeste del condado de Alameda hasta 2013. Este incluye a Alameda, Union City, Hayward, Newark, San Leandro y Fremont, y partes de Oakland y Pleasanton. Stark vive en Fremont.
Fue uno de los miembros con el discurso más liberal de la Cámara. Stark ha sido el primero, y por ahora el único, miembro abiertamente ateo del Congreso de los Estados Unidos.
Falleció a los ochenta y ocho años el 24 de enero de 2020 en su domicilio en Harwood, Maryland.